# LVG C.II
Le LVG C.II est un avion militaire biplan de reconnaissance allemand de la Première Guerre mondiale.
Au printemps 1915 apparaît sur le front le LVG C.I doté d'un moteur de 150 cv, remplacé peu de temps après par le C.II doté d'un moteur de 160 cv, tous deux utilisés pour la reconnaissance, l'observation visuelle ou photographique, ainsi que pour le bombardement léger. 
Le 28 novembre 1916, un C.II largua six bombes de 10 kg sur la gare londonienne de Victoria Station (la cible réelle était cependant l'Amirauté), mais en rentrant de son raid il eut une panne moteur et fut obligé d'atterrir près de Boulogne-sur-Mer où son équipage fut fait prisonnier.
Au printemps 1916, environ 250 C.I et C.II étaient en service actif. Quelques C.II de fin de production furent équipés d'une mitrailleuse synchronisée tirant vers l'avant.
Le 24 décembre 1916 vola le prototype du LVG C.V, qui remplaça rapidement le C.II sur les chaînes de production, les C.III et C.IV ne dépassant pas le stade des essais.

## Troupes d'aviation suisses
Les troupes d'aviation suisses sont le seul utilisateur du LVG C-III. L'avion, dû à l'ingénieur helvétique Franz Schneider,  est présenté à l'exposition nationale de Berne en 1914. Au déclenchement de la Première Guerre mondiale la confédération suisse achète l'avion pour ses forces aériennes balbutiantes. Il sert à la formation et à la surveillance des frontières. Le 26 juin 1916, contraint à l’atterrissage par une panne de moteur le pilote accroche une ligne téléphonique et s'écrase. L'appareil est détruit et on ne sait pas ce qu'il advint de l'équipage.
Un LVG C-III-1 est proposé à la commission militaire suisse par un citoyen suisse Albert Rupp inventeur et fabricant de moyeux d'hélices. La guerre ayant débuté pendant les essais l'avion est aussitôt acheté et affecté à la surveillance des frontières et au transport du courrier.L'avion est détruit et l'équipage tué dans un crash pendant un orage le 4 juin 1915.

## Variantes
- LVG C.I - moteur Bz.III de 120 kW (160 ch) Benz Bz.III.
- LVG C.II - version de production.
- LVG C.III - avion expérimental unique, observateur et mitrailleuse déplacé à l'avant. Acheté par la Confédération Suisse pour son aviation militaire.
- LVG C.III-1 - avion expérimental unique également acheté par la Suisse.
- LVG C.IV - un moteur Mercedes D.IV de 160 kW (220 ch).